# Taijirō Kurita
Taijirō Kurita (jap. 栗田 泰次郎, Kurita Taijirō; * 3. März 1975 in der Präfektur Shizuoka) ist ein ehemaliger japanischer Fußballspieler.

## Karriere
Kurita erlernte das Fußballspielen in der Schulmannschaft der Shizuoka Gakuen High School. Seinen ersten Vertrag unterschrieb er 1993 bei Kashima Antlers. Der Verein spielte in der höchsten Liga des Landes, der J1 League. Mit dem Verein wurde er 1996 japanischer Meister. 1997 gewann er mit dem Verein den J.League Cup und Kaiserpokal. Für den Verein absolvierte er 29 Erstligaspiele. 1998 wechselte er zum Ligakonkurrenten Kyoto Purple Sanga. 1999 wechselte er zum Zweitligisten Consadole Sapporo. 2000 wechselte er zum Erstligisten Shimizu S-Pulse. 2001 wechselte er zum Zweitligisten Yokohama FC. 2002 wechselte er zum Ligakonkurrenten Mito HollyHock. Für den Verein absolvierte er 138 Spiele. 2006 wechselte er zum Drittligisten FC Ryukyu. Für den Verein absolvierte er 82 Spiele. Ende 2008 beendete er seine Karriere als Fußballspieler.

## Erfolge
Kashima Antlers
- J1 League

Meister: 1996
Vizemeister: 1993, 1997
- J.League Cup

Sieger: 1997
- Kaiserpokal

Sieger: 1997
Finalist: 1993
Shimizu S-Pulse
- Kaiserpokal

Finalist: 2000